# Ronold W. P. King
Ronold Wyeth Percival King  (* 19. September 1905 in Williamstown, Massachusetts; † 10. April 2006) war ein US-amerikanischer angewandter Physiker, der für seine Beiträge zur Antennentheorie bekannt ist.
Ronold King war der Sohn eines Germanistikprofessors und wuchs in Rochester in New York auf. Er studierte an der University of Rochester Physik mit dem Bachelor-Abschluss 1927 und dem Master-Abschluss 1929, war 1928/29 Austauschstudent in München, war 1929/30 an der Cornell University und wurde 1932 an der University of Wisconsin–Madison bei Edward Bennett mit einer Dissertation über Elektronik promoviert. Danach war er dort Assistent und ab 1934 Instructor und Assistant Professor am Lafayette College. Ab 1938 war er Instructor, ab 1939 Assistant Professor, ab 1942 Associate Professor und ab 1946 Professor an der Harvard University. Er wurde Gordon McKay Professor für angewandte Physik und 1972 emeritiert. Danach lebte er in Winchester.
1937 und 1958 war er als Guggenheim Fellow im Ausland.
Er entwickelte ab den 1940er Jahren die Theorie zylindrischer Radio- und Mikrowellenantennen. Außerdem untersuchte er die Streuung, Beugung und Ausbreitung von elektromagnetischen Wellen  in verschiedenen Geometrien und Materialien. Er erfand die PIF-Antenne, die vielfach in Mobilfunkgeräten verwendet wird und die er für die Telemetrie von Raketen entwickelte.
Zu seinen Doktoranden gehört Tai Tsun Wu. Er war Fellow der American Academy of Arts and Sciences, des IEEE (Life Fellow) und der American Physical Society. 1986 erhielt er den Harold Pender Award und 1985 die Centennial Medal des IEEE.

## Schriften
- Electromagnetic engineering, McGraw Hill 1945
- mit Harry R. Mimno, Alexander H. Wing: Transmission lines, antennas and wave guides, McGraw Hill 1945, Dover 1965
- Transmission-line theory, McGraw Hill 1955
- Theory of linear antennas, Oxford University Press, 1956
- Quasi-stationary and nonstationary currents in electric circuits, in: Handbuch der Physik 4/16 (Elektromagnetische Felder und Wellen), Springer 1958
- mit Tai Tsun Wu: The scattering and diffraction of waves, Oxford University Press, 1959
- mit Charles Harrison: Antennas and waves, a modern approach, MIT Press, 1969
- Tables of Antenna Characteristics, Springer 1971
- mit Richard B. Mack, Sheldon Sandler: Arrays of cylindrical dipoles, Cambridge University Press 1968
- mit Glenn S. Smith: Antennas in matter, MIT Press, 1981
- mit Sheila Prasad: Fundamental electromagnetic theory and applications, Prentice-Hall, 1986
- mit Margaret Owens, Tai Tsun Wu: Lateral Electromagnetic Waves: Theory and Applications to Communications, Geophysical Exploration, and Remote Sensing, Springer 1992
- mit George Fikioris, Richard B. Mack: Cylindrical Antennas and Arrays, Cambridge University Press, 2002
- A man of the 20th century (Autobiographie)